# Draba imeretica
Draba imeretica är en korsblommig växtart som beskrevs av Franz Josef Ivanovich Ruprecht. Draba imeretica ingår i släktet drabor, och familjen korsblommiga växter. Inga underarter finns listade i Catalogue of Life.